# イン・ゲザム県
イン・ゲザム県（イン・ゲザムけん、アラビア語: ولاية عين قزام、ラテン文字表記：In Guezzam）は、アルジェリアの県（ウィラーヤ）のひとつ。県都はイン・ゲザム、県コードは58。国内最南端に位置し、北をタマンラセット県、東をニジェール共和国、南西をマリ共和国、西をボルジュ・バジ・モウタール県と接する。58ある県の中では比較的広大な面積を持つが、全域がサハラ砂漠にあるため人口は非常に少なく、約1.1万人（2008年国勢調査）と県では最も少ない。
2015年5月27日にタマンラセット県の準県（Wilaya déléguée、県と郡の中間区分）として設置され、2019年12月5日に県へ昇格した。

## 行政区画
2郡（ダイラ）と2自治体（バラディヤ / コミューン）を管轄する。なおどちらの郡も同名の自治体しか所属しておらず、そのため郡と自治体の範囲は一致する。
| 郡               | アラビア語名 | ラテン文字表記 | 面積 （km2） | 人口 （2008年） | 所属自治体     |
| ---------------- | ------------ | -------------- | ------------ | --------------- | -------------- |
| イン・ゲザム郡   | عين ڨزام     | In Guezzam     | 51,122       | 7,045           | イン・ゲザム   |
| タン・ザウテン郡 | تين زاوتين   | Tin Zaouatine  | 46,931       | 4,157           | タン・ザウテン |